# The Young and the Restless
The Young and the Restless (comumente abreviada como Y&R) é uma soap opera criada por William J. Bell e Lee Philip Bell exibida nos Estados Unidos pelo canal CBS desde 26 de março de 1973. A novela apresenta o cotidiano, as intrigas, rivalidades e relacionamentos dos moradores da fictícia metrópole de Genoa City, Wisconsin, com foco nas famílias Newman e Abbott, e lidera a audiência entre programas de drama exibidos no período diurno.
Nas temporadas iniciais, os capítulos eram exibidos diariamente com a duração de meia-hora, entretanto, a pedido da emissora e de suas afiliadas, os produtores do programa expandiram os enredos diários para que ocupassem o tempo total de uma hora, contando intervalos comerciais. Fato este, que fez com que a novela se tornasse mais conhecida entre o público, e seus níveis de audiência crescessem.
Atualmente, exibe sua quinquagésima temporada, e está renovada para exibição até a temporada de 2023-24, na qual completará 50 anos no ar.
Em 1 de maio de 2020, exibiu seu capítulo de número 12.000.O capítulo de número 12.500 foi exibido em 1 de maio de 2022,e a temporada de número 50 estreou em 30 de setembro do mesmo ano.
A trama se passa no mesmo universo fictício da novela The Bold and the Beautiful, dos mesmos criadores, tendo apresentado diversos personagens em comum com o passar dos anos.
Desde sua estreia, a novela ganhou pelo menos sete prêmios do Daytime Emmy Awards para melhor roteiro.

## Enredo
The Young and the Restless estreou com foco em dois núcleos centrais, as famílias Brooks e Foster, moradores da versão fictícia da metrópole Genoa City, Wisconsin, especialmente nos membros mais jovens de cada uma delas, como uma maneira de representar "a juventude e o temperamento do início dos anos 70".
Conforme as tramas se evoluíam e atores eram substituídos, novos personagens foram introduzidos a cada temporada, até a chegada de Victor Newman (Eric Braeden), Nikki Reed (Melody Thomas Scott), Jack Abbott (Peter Bergman), três dos mais antigos personagens, e seus núcleos, que acabaram se tornando os principais arcos na linha do tempo da novela, seguindo no ar até os dias atuais.
Outros núcleos e personagens importantes foram introduzidos, tendo ou não relação com as famílias principais, renovando os temas e assuntos abordados na produção de tempos em tempos. Alguns deles permanecem no ar por anos, enquanto outros aparecem apenas ocasionalmente.

## Produção
A novela é filmada nos estúdios 41 e 43 da CBS Television City, em Hollywood desde sua estreia, em 1973. Produzida pela Bell Dramatic Serial Company, e distribuída pela Sony Pictures Television.
Inicialmente com capítulos diários de 30 minutos de duração, a produção do programa sofreu diversas pressões da emissora e de suas afiliadas para que seu tempo no ar aumentasse para 60 minutos (incluindo intervalos comerciais). De início, os criadores da novela resistiram à ideia, por conta de atores que não renovavam seus contratos e pelo custo elevado que traria à produção, contudo, após reconsideração, o pedido foi acatado e os episódios levados ao ar por uma hora inteira, assim como acontece nos dias de hoje.
Em 27 de junho de 2001, se tornou a primeira soap opera de exibição matutina nos Estados Unidos a ser transmitida completamente em alta definição, um fato importante para a transição ao sistema digital de televisão, tendo em vista que poucos eram os aparelhos que tinham a capacidade de receber sinais desse tipo em posse dos espectadores do país naquela época.
Em 27 de setembro de 2012, alcançou a marca de dez mil episódios produzidos, em comemoração, a CBS produziu especiais com a participação de outros programas da faixa matutina da emissora (CBS Daytime), incluindo uma festa de comemoração com o elenco, uma participação no game show "The Price is Right", também produzido pela emissora, e um capítulo especial exibido naquele dia.
Em março de 2020 a produção da novela foi interrompida devido a Pandemia de COVID-19, que suspendeu os trabalhos em Television City, inicialmente sem previsão de retorno às gravações,contudo, em 9 de julho do mesmo ano, com a liberação do governo do Estado da California para o funcionamento de estúdios televisivos e cinematográficos, o ator Eric Braeden, que interpreta o protagonista Victor Newman, anunciou o retorno aos trabalhos, seguindo todos os protocolos de saúde e testagem para os membros do elenco e do set.

## Exibição
Em seu país de origem, nos Estados Unidos, The Young and the Restless é exibida de segunda a sexta-feira através da CBS e suas afiliadas por todo o país, em diversos horários, dependendo da região. Na maioria das emissoras da Costa Leste vai ao ar 12:30 p.m., horário local, geralmente seguido por um noticiário regional ou algum game show transmitido por meio de syndication.
No Canadá, é exibida através do canal Global Television Network, com um capítulo de antecedência à frente da CBS.
Na França, é exibida através da emissora TF1, sob o título de Les Feux de l'Amour.
Nos Estados Unidos, os capítulos podem ser acessados pelo serviço de streaming Paramount Plus, algumas horas após a exibição oficial na televisão. Os capítulos são disponibilizados gratuitamente por alguns dias, e após esse período é necessário pagar pelo serviço.
Em algumas ocasiões os episódios são interrompidos durante seu curso ou deixam de ser exibidos completamente por eventos em andamento, como Plantões jornalísticos, coberturas especiais, ou transmissões esportivas. Algumas afiliadas decidem exibir em horários diferentes do habitual (geralmente de madrugada), enquanto outras recomendam aos telespectadores que acessem o serviço de streaming oficial da emissora.
Com a produção de material inédito impossibilitada durante a Pandemia de COVID-19, a CBS passou a reprisar episódios clássicos e a fazer semanas temáticas especiais focados em personagens específicos.Os episódios inéditos, contudo, voltaram a ser exibidos em 10 de agosto de 2020, após cinco meses consecutivos de exibição apenas de capítulos de anos anteriores.
Em 1 de dezembro de 2020, a novela alcançou a marca dos doze mil capítulos exibidos, com uma semana especial em comemoração ao número alcançado.

## Recepção
A novela atinge índices de audiência satisfatórios na escala Nielsen, e de acordo com a CBS, e até março de 2020 foi a novela mais assistida da televisão americana, perdendo o posto para a novela The Bold and the Beautiful, da mesma emissora, após 32 anos e 1500 semanas consecutivas na liderança.
No Brasil, ficou conhecida ao ser mencionada no seriado Everybody Hates Chris, no qual o personagem Julius, começa a assistir após contrair gota,  no episódio "Everybody Hates the Gout", e também no episódio "Everybody Hates Malvo" em que Julius compra um Betamax, para gravar os capítulos enquanto trabalha. Também é citada na sitcom Friends, quando o personagem Joey Tribbiani vai concorrer a um prêmio de novelas contra um membro do elenco de The Young and the Restless.